# 22 grudnia
22 grudnia jest 356. (w latach przestępnych 357.) dniem w kalendarzu gregoriańskim. Do końca roku pozostaje 9 dni.

## Święta
- Imieniny obchodzą: Beata, Dobrosułka, Drogomir, Dziesława, Dziwisław, Flawian, Franciszka, Franciszka Ksawera, Gryzelda, Honorata, Ischyrion, Judyta, Ksawera, Luboradz, Zenon i Zenona.
- Przesilenie zimowe, początek astronomicznej zimy, najkrótszy dzień w roku na półkuli północnej przypadający na 21-22 grudnia; dawn. Święto Godowe (etniczne święto słowiańskie)
- Hiszpania – Loteria Świąteczna (hiszp. Lotería de Navidad)[1]
- Wspomnienia i święta w Kościele katolickim[2][3] obchodzą:
  - św. Franciszka Ksawera Cabrini (pierwsza obywatelka amerykańska kanonizowana przez Kościół katolicki w roku 1946)
  - bł. Judyta z Disibodenbergu (benedyktynka)

## Wydarzenia w Polsce
- 1655 – Potop szwedzki: wojska szwedzkie zdobyły Elbląg.
- 1659 – Potop szwedzki: skapitulowała szwedzka załoga twierdzy Gdańska Głowa.
- 1792 – Konfederaci targowiccy sformowali Regiment Pieszy pod im. Konfederacji Wolnych.
- 1831 – Port w Ustce przeszedł na własność państwa pruskiego.
- 1900 – Henryk Sienkiewicz otrzymał akt własności majątku w Oblęgorku, ufundowanego przez społeczeństwo z okazji 25-lecia jego pracy literackiej.
- 1906 – Rozpoczął się tzw. lokaut łódzki, podczas którego bez pracy pozostawało 30 tys. ludzi.
- 1912 – W Zabrzu otwarto najstarsze na Górnym Śląsku Kino „Roma” (jako Kino „Lichtspielhaus”).
- 1914 – I wojna światowa: stoczono bitwę pod Łowczówkiem.
- 1924 – W Ziębicach (Münsterbergu) na Dolnym Śląsku został aresztowany seryjny morderca i kanibal Karl Denke. Tego samego dnia popełnił samobójstwo w policyjnym areszcie.
- 1925 – Sejm RP przyjął ustawę na mocy której 20 stycznia 1926 roku Ziemia Wileńska została przekształcona w województwo wileńskie.
- 1939 – Prezydent Warszawy Stefan Starzyński został rozstrzelany przez Gestapo w mieście lub jego okolicach (ewentualnie dzień wcześniej lub dzień później).
- 1942 – Członkowie komórki krakowskiej Żydowskiej Organizacji Bojowej obrzucili granatami kawiarnię „Cyganeria” (wówczas tylko dla Niemców), w wyniku czego zginęło, według różnych szacunków, od 7 do 10 niemieckich oficerów.
- 1944 – 82 Polaków zostało zamordowanych przez oddział UPA w Toustobabach na Wołyniu.
- 1947 – Przed Najwyższym Trybunałem Narodowym w Krakowie zakończył się pierwszy proces oświęcimski.
- 1956 – Zwodowano trałowiec bazowy ORP „Tur”.
- 1958 – Oddano do użytku most obrotowy w Wolinie.
- 1960 – Sejm PRL uchwalił poprawkę do Konstytucji ustalającą liczbę posłów na 460.
- 1962 – Premiera komedii muzycznej Klub kawalerów w reżyserii Jerzego Zarzyckiego.
- 1964 – Przed III oddziałem NBP w Domu Pod Orłami w Warszawie nieustaleni nigdy sprawcy zastrzelili konwojenta i ciężko zranili drugiego, rabując ponad 1 mln 300 tys. zł. utargu z Centralnego Domu Towarowego.
- 1965 – Podpisano umowę licencyjną z Fiatem na produkcję modelu 125p.
- 1970:
  - Premiera filmu Pogoń za Adamem w reżyserii Jerzego Zarzyckiego.
  - W Szczecinie strajkujący podpisali porozumienie z władzami wojewódzkimi, co oznaczało zakończenie wydarzeń grudniowych.
- 1980 – W związku z tzw. aferą na Okęciu Ryszard Kulesza został odwołany ze stanowiska selekcjonera piłkarskiej reprezentacji Polski.
- 1984:
  - Powstała Inspekcja Robotniczo-Chłopska.
  - W Warszawie odbył się II Kongres Konfederacji Polski Niepodległej.
- 1985 – 18 górników zginęło, a 10 zostało rannych w wyniku wybuchu metanu w KWK „Wałbrzych”.
- 1990 – Lech Wałęsa został zaprzysiężony na urząd prezydenta RP.
- 1995 – Koniec prezydentury Lecha Wałęsy.
- 2000 – Leszek Balcerowicz został prezesem NBP.
- 2005 – Koniec prezydentury Aleksandra Kwaśniewskiego.
- 2020 – Oddano do użytku Most Anny Jagiellonki w Warszawie.

## Wydarzenia na świecie

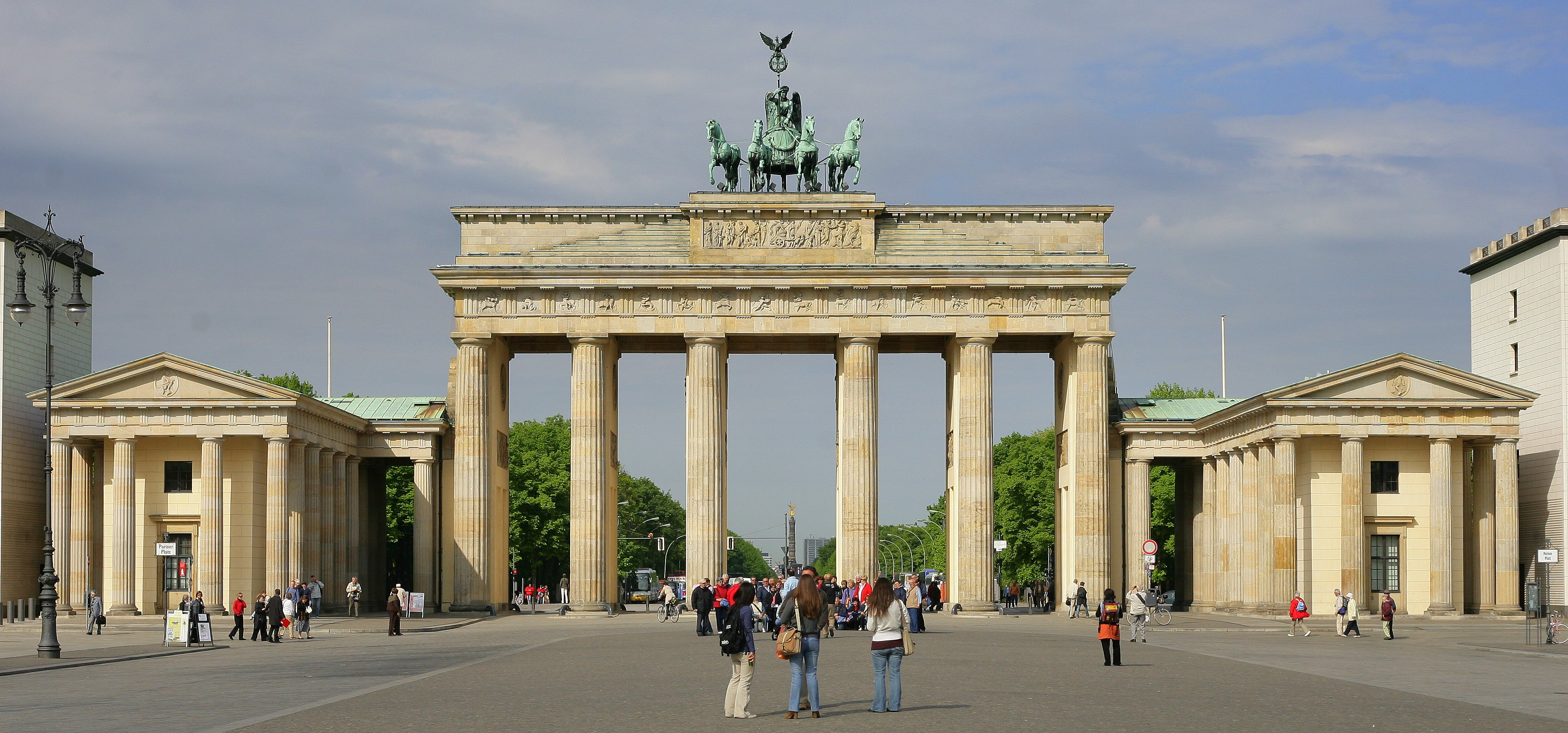
Brama Brandenburska w Berlinie

- 856 – W trzęsieniu ziemi w Damghan w Iranie zginęło ok. 200 tys. osób.
- 1135 – Stefan z Blois został koronowany na króla Anglii.
- 1216 – Papież Honoriusz III wydał bullę zatwierdzającą zakon dominikanów.
- 1248 – Rekonkwista: król Kastylii i Leónu Ferdynand III Święty zdobył Sewillę.
- 1386 – Wojska Timura zdobyły Tyflis (obecnie Tbilisi).
- 1470 – Na zwołanym przez papieża Pawła II kongresie państw włoskich w Rzymie zawarto antyturecki sojusz obronny.
- 1497 – Papież Aleksander VI unieważnił małżeństwo swej córki Lukrecji Borgii z Giovannim Sforzą.
- 1522:
  - Kapitulacja joannitów przed wojskami tureckimi na wyspie Rodos.
  - Konkwistador Hernán Cortés założył miasto Pánuco w Meksyku (jako Villa de Santiesteban del Puerto).
- 1536 – Giovanni Maria Ciocchi del Monte (późniejszy papież Juliusz III) i Giovanni Pietro Carafa (późniejszy papież Paweł IV) zostali mianowani kardynałami przez papieża Pawła III.
- 1561 – Czeskie Kladno uzyskało prawa miejskie.
- 1573 – Założono kolegium jezuickie w Ołomuńcu (obecnie Uniwersytet Palackiego).
- 1603 – Ahmed I został sułtanem Imperium Osmańskiego.
- 1636 – Ferdynand III Habsburg został królem Niemiec.
- 1666 – Powstała Francuska Akademia Nauk.
- 1711 – Karol VI Habsburg został koronowany w katedrze we Frankfurcie nad Menem na cesarza rzymsko-niemieckiego.
- 1748 – Józef I Wacław został po raz trzeci księciem Liechtensteinu.
- 1789 – W wyniku reformy administracyjnej we Francji prowincje zostały zastąpione przez departamenty.
- 1790 – VI wojna rosyjsko-turecka: gen. Aleksandr Suworow zdobył turecką twierdzę Izmaił.
- 1793 – I koalicja antyfrancuska: zwycięstwo francuskiej Armii Mozeli nad wojskami pruskimi w bitwie pod Froeschwiller.
- 1797 – Fryderyk I został księciem Wirtembergii.
- 1807 – Kongres Stanów Zjednoczonych przyjął ustawę nakładającą pełne embargo na zaangażowane w wojnę Cesarstwo Francuskie i Wielką Brytanię.
- 1808 – W Wiedniu odbyło się prawykonanie V symfonii Ludwiga van Beethovena pod dyrekcją kompozytora.
- 1840 – Adam Mickiewicz rozpoczął wygłaszanie prelekcji paryskich.
- 1845 – I wojna brytyjsko-sikhijska: zwycięstwo wojsk brytyjskich w bitwie pod Ferozeshah.
- 1847 – Przywódca algierskich walk niepodległościowych Abd al-Kadir został zmuszony do kapitulacji i trafił do francuskiej niewoli.
- 1849 – Stojący przed plutonem egzekucyjnym Fiodor Dostojewski i inni członkowie Koła Pietraszewskiego zostali w ostatniej chwili ułaskawieni przez cara Mikołaja I Romanowa.
- 1882 – W domu przyjaciela Thomasa Alvy Edisona w Nowym Jorku zapłonęły pierwsze elektryczne lampki na choince.
- 1885 – Hirobumi Itō został pierwszym premierem Japonii.
- 1892 – Założono angielski klub piłkarski Newcastle United.
- 1894 – Po trzydniowym procesie, oskarżony o zdradę na rzecz Niemiec Alfred Dreyfus został skazany na dożywotnie zesłanie do francuskiej kolonii karnej na Wyspie Diabelskiej.
- 1902 – Oddano do użytku pierwszy odcinek kolei wąskotorowej w Zagłębiu Ostrawsko-Karwińskim.
- 1904 – Powstała Chorwacka Partia Chłopska (HSS).
- 1907 – Giacomo della Chiesa (późniejszy papież Benedykt XV) został mianowany przez papieża Piusa X biskupem Bolonii.
- 1908 – W fińskim Turku uruchomiono tramwaje elektryczne.
- 1909 – Francisco da Veiga Beirão został premierem Portugalii.
- 1913:
  - Kongres USA przyjął ustawę o Rezerwie Federalnej.
  - Niemiecki astronom Franz Kaiser odkrył planetoidę (773) Irmintraud.
- 1917:
  - Kompozytor, pianista i dyrygent Siergiej Rachmaninow wyjechał z rodziną saniami z Petersburga do Helsinek, opuszczając na zawsze Rosję.
  - Zawieszenie broni na froncie wschodnim i początek rokowań państw centralnych z Rosją w Brześciu.
- 1920:
  - W Königs Wusterhausen w Brandenburgii rozpoczęła nadawanie pierwsza niemiecka stacja radiowa.
  - W Rosji Radzieckiej uchwalono plan elektryfikacji kraju GOELRO.
- 1937 – Otwarto Tunel Lincolna łączący nowojorski Manhattan z New Jersey.
- 1938:
  - Dokonano oblotu brytyjskiego samolotu pasażerskiego de Havilland Flamingo.
  - Niemiecki fizyk Otto Hahn przeprowadził pierwszą próbę rozszczepienia jądra atomowego.
- 1939:
  - Dokonano oblotu włoskiego samolotu samolotu rozpoznawczego i bombowego Caproni Ca.313.
  - Na dworcu kolejowym w Genthin w zderzeniu dwóch pociągów zginęło 196 osób. Tego samego dnia na linii Bodenseegürtelbahn, między Markdorf a Kluftern, pociąg towarowy zderzył się z pasażerskim, w wyniku czego zginęło 101 osób. Był to najtragiczniejszy dzień w historii niemieckich kolei.
- 1940 – Operacja „Blitz”: 684 osoby zginęły, a 2364 zostały ranne, w wyniku dwóch nocnych nalotów Luftwaffe na Manchester z 22 na 23 i z 23 na 24 grudnia.
- 1941:
  - Dokonano oblotu amerykańskiego samolotu samolotu torpedowo-bombowego Consolidated TBY Sea Wolf.
  - Dokonano oblotu brytyjskiego pokładowego samolotu myśliwskiego i rozpoznawczego Fairey Firefly.
  - Premier Wielkiej Brytanii Winston Churchill przybył z wizytą do Waszyngtonu.
  - Wojna na Pacyfiku: wojska japońskie wylądowały na filipińskiej wyspie Luzon.
- 1943:
  - Dokonano oblotu niemieckiego samolotu bombowego, myśliwskiego i rozpoznawczego Junkers Ju 388.
  - Kampania śródziemnomorska: niemiecki krążownik lekki SMS „Niobe”, który 3 dni wcześniej wszedł na mieliznę koło chorwackiej wyspy Silba, został storpedowany przez 2 brytyjskie kutry torpedowe MTB-298 i MTB-276, w wyniku czego zginęło 17 członków załogi, a ciężko rannych zostało 16. Storpedowano także znajdujący się obok holownik „Parenzo”, który zatonął wraz z 19-osobową załogą.
- 1944:
  - Béla Miklós został premierem Węgier.
  - Zmierzono najniższą temperaturę w historii Los Angeles (–4 °C).
- 1945 – W Holandii została założona Katolicka Partia Ludowa (KVP).
- 1946 – Rozpoczęła się tzw. konferencja hawańska z udziałem najważniejszych bossów amerykańskiego świata przestępczego (tzw. Syndykatu).
- 1947 – Uchwalono Konstytucję Włoch.
- 1949 – Japonia zażądała od USA zwrotu Okinawy.
- 1952 – Ogłoszono raport Specjalnej Komisji Śledczej Kongresu Stanów Zjednoczonych do Zbadania Zbrodni Katyńskiej, w którym za jej winnego uznano ZSRR i wezwano społeczność międzynarodową do powołania międzynarodowego trybunału dla jej osądzenia.
- 1954 – Założono klub piłkarski Bałtika Kaliningrad.
- 1956 – Ewakuacja oddziałów brytyjskich i francuskich z Egiptu podczas wojny sueskiej.
- 1958 – Louis Beel został premierem Holandii.
- 1960 – Z kosmodromu Bajkonur odbył się pierwszy (nieudany) start radzieckiej rakiety nośnej Wostok 8K72K.
- 1961 – Diecezja lublańska została podniesiona do rangi archidiecezji i metropolii.
- 1962 – Po raz pierwszy w historii utwór brytyjskiego zespołu (instrumentalny Telstar w wykonaniu The Tornados) osiągnął 1. miejsce na amerykańskiej liście przebojów Hot 100 branżowego czasopisma „Billboard”.
- 1963 – 330 mil na północ od Madery doszło do eksplozji i pożaru na greckim statku pasażerskim „Lakonia”, w wyniku czego zginęło 128 osób. Uszkodzony statek zatonął tydzień później.
- 1964 – Dokonano oblotu amerykańskiego samolotu zwiadowczego Lockheed SR-71 Blackbird.
- 1965:
  - Premiera filmu Doktor Żywago w reżyserii Davida Leana.
  - Założono niemiecki klub piłkarski 1. FC Magdeburg.
- 1967 – Stolica malezyjskiego stanu Sabah Jesselton została przemianowana na Kota Kinabalu.
- 1969 – W katastrofie należącego do linii Air Vietnam Douglasa DC-6 w Nha Trang w Wietnamie Południowym zginęło 10 spośród 77 osób na pokładzie i 24 na ziemi.
- 1970 – Sąd w Düsseldorfie skazał na karę dożywotniego więzienia Franza Stangla, byłego komendanta obozów zagłady w Treblince i Sobiborze.
- 1971 – Dhaka została ogłoszona stolicą Bangladeszu.
- 1973 – W katastrofie belgijskiego samolotu Sud Aviation Caravelle w pobliżu marokańskiego miasta Tetuan zginęło 106 osób.
- 1974:
  - 77 osób zginęło w katastrofie samolotu DC-9 w wenezuelskim mieście Maturín.
  - W referendum przeprowadzonym na czterech wyspach archipelagu Komorów za niepodległością opowiedzieli się mieszkańcy wysp Anjouan, Mohéli i Wielki Komor, natomiast Majotta pozostała pod panowaniem Francji.
- 1976:
  - Bernard Dowiyogo został prezydentem Nauru.
  - Dokonano oblotu radzieckiego samolotu pasażerskiego Ił-86.
- 1977:
  - Dokonano oblotu radzieckiego samolotu transportowego An-72.
  - W wyniki eksplozji pyłu w elewatorze zbożowym w Westwego w Luizjanie zginęło 36 osób, a 11 zostało rannych.
- 1978 – Ukraiński seryjny morderca Andriej Czikatiło zabił swoją pierwszą ofiarę.
- 1979 – Katalonia i Kraj Basków uzyskały autonomię.
- 1984:
  - 37-letni Bernhard Goetz postrzelił w obronie koniecznej w pociągu nowojorskiego metra czterech czarnoskórych napastników.
  - Na leżącej u brzegów Antarktydy Wyspie Króla Jerzego otwarto urugwajską stację badawczą Artigas.
- 1987 – W Dover w stanie Arkansas szaleniec Ronald Simmons zamordował łącznie 16 członków swojej rodziny i przyjaciół, raniąc przy tym 4 inne osoby.
- 1989:
  - 35 osób zginęło, a 41 zostało rannych w wyniku czołowego zderzenia dwóch autobusów na autostradzie pod Kempsey w australijskim stanie Nowa Południowa Walia.
  - Ponownie otwarto Bramę Brandenburską w Berlinie.
  - Rewolucja w Rumunii: obalony rumuński dyktator Nicolae Ceaușescu uciekł helikopterem z Pałacu Prezydenckiego w Bukareszcie; władzę w kraju przejął Front Ocalenia Narodowego z Ionem Iliescu na czele.
  - Założono Białoruski Związek Piłki Nożnej.
- 1990 – Uchwalono konstytucję Chorwacji.
- 1992:
  - W komisariacie w stolicy Paragwaju Asunción znaleziono tzw. archiwa terroru.
  - W trakcie podchodzenia do lądowania na lotnisku w Trypolisie libijski Boeing 727 zderzył się z MiG-23, w wyniku czego zginęło 157 osób.
- 1997 – 45 Indian z wioski Acetal zostało zmasakrowanych w kościele przez paramilitarny gang, w trakcie antyzapatystowskiej kampanii rządowej w meksykańskim stanie Chiapas.
- 1999:
  - Cała czteroosobowa załoga zginęła w katastrofie lotu Korean Air Cargo 8509 pod Londynem.
  - Tandja Mamadou został prezydentem Nigru.
- 2001:
  - Hamid Karzaj został tymczasowym szefem rządu Afganistanu.
  - W lecącym z Paryża do Miami samolocie American Airlines został obezwładniony przez współpasażerów brytyjski muzułmanin Richard Reid, który usiłował zdetonować ładunek wybuchowy ukryty w bucie.
  - W Teksasie urodziła się pierwsza sklonowana kotka o imieniu CC.
- 2002 – Janez Drnovšek został prezydentem Słowenii.
- 2008 – Emil Boc został premierem Rumunii.
- 2009:
  - Rebelia szyitów w Jemenie: rebelianci odparli atak wojsk saudyjskich w bitwie na granicy saudyjsko-jemeńskiej, zabijając 64 żołnierzy.
  - Serbia złożyła wniosek o przyjęcie do Unii Europejskiej.
- 2010 – Były dyktator Argentyny Jorge Rafael Videla został skazany na karę dożywotniego pozbawienia wolności za zbrodnie przeciwko ludzkości.
- 2012:
  - Biełhazprambank jako pierwszy białoruski bank przyciągnął środki w walucie krajowej od zagranicznego inwestora.
  - Borut Pahor został prezydentem Słowenii.
- 2018 – 437 osób zginęło, 23 zaginęły, a 7202 zostały ranne na wybrzeżach Jawy i Sumatry w wyniku tsunami w Cieśninie Sundajskiej, wywołanego erupcją wulkanu Anak Krakatau.
- 2019 – W Chorwacji odbyła się pierwsza tura wyborów prezydenckich. Do drugiej tury przeszli: późniejszy zwycięzca Zoran Milanović i ubiegająca się o reelekcję Kolinda Grabar-Kitarović.
- 2022:
  - Nataša Pirc Musar została prezydentem Słowenii.
  - Wojna domowa w Somalii: siły rządowe odbiły kluczowe miasto Runirgod zajmowane przez rebeliantów z Asz-Szabab.

## Astronomia
- Maksimum roju meteorów Ursydów.

## Urodzili się
- 244 – Dioklecjan, cesarz rzymski (zm. ?)
- 1095 – Roger II, król Sycylii (zm. 1154)
- 1178 – Antoku, cesarz Japonii (zm. 1185)
- 1459 – Cem, pretendent do tronu Imperium Osmańskiego (zm. 1495)
- 1550:
  - Maciej Bilicer, śląski szlachcic, burmistrz Prudnika (zm. 1616)
  - Cesare Cremonini, włoski filozof (zm. 1631)
- 1591 – Tumas Dingli, maltański architekt, rzeźbiarz (zm. 1666)
- 1597 – Fryderyk II, książę szlezwicko-holsztyński na Gottorp (zm. 1659)
- 1617 – Karol Ludwik Wittelsbach, elektor Palatynatu Reńskiego (zm. 1680)
- 1622 – Emanuel Murant, holenderski malarz (zm. ok. 1700)
- 1665 – Tomasso Redi, włoski malarz (zm. 1726)
- 1666 – Guru Gobind Singh, dziesiąty guru Sikhów, mistrz duchowy, wojownik, poeta, filozof (zm. 1708)
- 1670 – Anna Zofia, księżniczka Saksonii-Gothy-Altenburga, księżna Schwarzburg-Rudolstadt (zm. 1728)
- 1673 – Leandro di Porzia, włoski duchowny katolicki, biskup Bergamo, kardynał (zm. 1740)
- 1675 – Sebastiano Galeotti, włoski malarz (zm. 1741)
- 1679 – (data pogrzebu) Jan van de Cappelle, holenderski malarz (ur. 1626)
- 1694 – Hermann Samuel Reimarus, niemiecki filozof, pisarz (zm. 1768)
- 1696 – James Oglethorpe, brytyjski generał, polityk, filantrop (zm. 1785)
- 1702 – Jean-Étienne Liotard, szwajcarski malarz, miedziorytnik (zm. 1789)
- 1720 – Adam Chmara, polski szlachcic, polityk (zm. 1805)
- 1723 – Karl Friedrich Abel, niemiecki kompozytor, gambista (zm. 1787)
- 1727 – William Ellery, amerykański polityk (zm. 1820)
- 1734 – Tommaso Conca, włoski malarz (zm. 1822)
- 1739 – Topham Beauclerk, brytyjski arystokrata (zm. 1780)
- 1740:
  - Peter Abildgaard, duński lekarz, weterynarz (zm. 1801)
  - Pieter van Braam, holenderski poeta (zm. 1817)
- 1755 – Georges Couthon, francuski polityk, rewolucjonista (zm. 1794)
- 1762 – Dudley Ryder, brytyjski arystokrata, polityk (zm. 1847)
- 1765 – Johann Friedrich Pfaff, niemiecki matematyk (zm. 1825)
- 1766 – Henry Somerset, brytyjski arystokrata, polityk (zm. 1835)
- 1768:
  - Jacques Alexandre Allix de Vaux, francuski i westfalski wojskowy (zm. 1836)
  - John Crome, brytyjski malarz, grafik (zm. 1821)
- 1770 – Demetrius Augustine Gallitzin, rosyjski arystokrata, emigrant, Sługa Boży (zm. 1840)
- 1775 – Bernhard Friedrich Thibaut, niemiecki matematyk (zm. 1832)
- 1785 – Adam Kasper Mierosławski, polski szlachcic, pułkownik, uczestnik powstania listopadowego (zm. 1837)
- 1789 – Levi Woodbury, amerykański prawnik, polityk, sędzia Sądu Najwyższego (zm. 1851)
- 1799 – Karol II, książę Parmy (zm. 1883)
- 1804:
  - Louis-François-Clement Breguet, francuski fizyk, zegarmistrz (zm. 1883)
  - Georg Adolf Demmler, niemiecki architekt, polityk (zm. 1886)
- 1805 – John Obadiah Westwood, brytyjski entomolog, archeolog (zm. 1893)
- 1807 – Johan Sebastian Cammermeyer Welhaven, norweski pisarz (zm. 1873)
- 1808 – Eugenia de Beauharnais, księżna Hohenzollern-Hechingen (zm. 1847)
- 1811 – Zenon Świętosławski, polski działacz niepodległościowy, uczestnik powstania listopadowego, działacz emigracyjny (zm. 1875)
- 1813 – Jean Gustave Courcelle-Seneuil, francuski ekonomista, dziennikarz, przedsiębiorca (zm. 1892)
- 1814:
  - Evan Melbourne Greene, amerykański patriarcha mormoński, polityk (zm. 1882)
  - Josefa de Iturbide y Huarte, meksykańska księżniczka (zm. 1891)
  - Karl Friedrich August Kahnis, niemiecki teolog luterański, wykładowca akademicki (zm. 1888)
- 1815 – Johann Jakob Bachofen, szwajcarski prawnik, etnolog, badacz starożytności (zm. 1887)
- 1817 – Tuiskon Ziller, niemiecki filozof, pedagog (zm. 1882)
- 1819 – Franz Abt, niemiecki kompozytor (zm. 1885)
- 1821:
  - Giovanni Bottesini, włoski kontrabasista, kompozytor, dyrygent (zm. 1889)
  - Ephraim King Wilson, amerykański polityk, senator (zm. 1891)
- 1822 – Štefan Marko Daxner, słowacki prawnik, publicysta, działacz narodowy, polityk (zm. 1892)
- 1826 – Jan Chęciński, polski pisarz, aktor, reżyser teatralny (zm. 1874)
- 1828 – Jan Krystyniacki, polski filolog klasyczny, tłumacz, pedagog (zm. 1893)
- 1831 – Charles Stuart Calverley, brytyjski poeta, humorysta, tłumacz (zm. 1884)
- 1833 – Maria Wilińska, ukraińska pisarka (zm. 1907)
- 1840:
  - Henry Chaplin, brytyjski arystokrata, polityk (zm. 1923)
  - Izydor Lotto, polski skrzypek, kompozytor (zm. 1936)
- 1841 – Giuseppe Pitrè, włoski lekarz, folklorysta, polityk (zm. 1916)
- 1846 – Andreas Hallén, szwedzki kompozytor (zm. 1925)
- 1848 – Ulrich von Wilamowitz-Moellendorff, niemiecki filolog klasyczny (zm. 1931)
- 1850 – Constantin Fahlberg, rosyjski chemik pochodzenia niemieckiego (zm. 1910)
- 1853:
  - Teresa Carreño, wenezuelska pianistka, śpiewaczka operowa (sopran), kompozytorka, dyrygentka (zm. 1917)
  - Jewgraf Fiodorow, rosyjski krystalograf, geolog, matematyk (zm. 1919)
  - Edward Reszke, polski śpiewak operowy (bas) (zm. 1917)
- 1856:
  - Frank B. Kellogg, amerykański polityk, sekretarz stanu, laureat Pokojowej Nagrody Nobla (zm. 1937)
  - Jules Trinité, francuski strzelec sportowy (zm. 1921)
- 1858 – Giacomo Puccini, włoski kompozytor (zm. 1924)
- 1859:
  - Enrico Barone, włoski ekonomista, wykładowca akademicki (zm. 1924)
  - Otto Ludwig Hölder, niemiecki matematyk, wykładowca akademicki (zm. 1937)
  - Stefan Ramułt, polski językoznawca (zm. 1913)
  - Henry Swift Upson, amerykański neurolog, wykładowca akademicki (zm. 1913)
- 1860 – Austin Palmer, amerykański pedagog (zm. 1923)
- 1861 – Zenon Przesmycki, polski krytyk literacki, poeta, tłumacz (zm. 1944)
- 1862:
  - Connie Mack, amerykański baseballista (zm. 1956)
  - Ivor Maxse, brytyjski generał (zm. 1958)
- 1864 – Bohdan Dyakowski, polski biolog, pedagog (zm. 1940)
- 1865:
  - Charles Sands, amerykański golfista (zm. 1945)
  - Tomasz Szymański, polski prawnik, sędzia, polityk, senator RP (zm. 1953)
- 1866 – Mieczysław Surzyński, polski kompozytor, organista, dyrygent, pedagog (zm. 1924)
- 1867 – Joseph Maria Olbrich, austriacki architekt (zm. 1908)
- 1869:
  - Dmitrij Jegorow, rosyjski matematyk (zm. 1931)
  - Edwin A. Robinson, amerykański poeta (zm. 1935)
- 1870:
  - Julius Körner, niemiecki wioślarz (zm. 1954)
  - Paul Mitzlaff, niemiecki polityk, nadburmistrz Bydgoszczy (zm. 1944)
- 1872:
  - Camille Guérin, francuski bakteriolog (zm. 1961)
  - Zdzisław Krygowski, polski matematyk (zm. 1955)
- 1876 – Filippo Tommaso Marinetti, włoski pisarz (zm. 1944)
- 1877:
  - Salwiusz Huix Miralpeix, hiszpański duchowny katolicki, biskup Ibizy, męczennik, błogosławiony (zm. 1936)
  - Ignacy Weinfeld, polski adwokat, naukowiec, polityk (zm. 1939)
- 1879 – Jewgienij Bałabin, rosyjski generał major (zm. 1973)
- 1880 – Dawid Przepiórka, polski szachista, kompozytor szachowy pochodzenia żydowskiego (zm. 1940)
- 1881:
  - Szczepan Jeleński, polski inżynier, pisarz, popularyzator nauki (zm. 1949)
  - Alberts Kviesis, łotewski prawnik, sędzia, adwokat, polityk, prezydent Łotwy (zm. 1944)
- 1882:
  - Adam Kocko, ukraiński działacz studencki (zm. 1910)
  - Zygmunt Krotkiewski, polski inżynier metalurg, budowniczy wielkich pieców (zm. 1967)
  - Fritz Larsson, szwedzki zapaśnik (zm. 1958)
- 1883:
  - Marcus Hurley, amerykański kolarz torowy, koszykarz (zm. 1941)
  - Edgar Varèse, amerykański kompozytor pochodzenia francuskiego (zm. 1965)
- 1884:
  - Hans Matthiae, niemiecki wioślarz (zm. 1948)
  - Henryk Priebe, polski malarz, powstaniec wielkopolski (zm. 1966)
  - Władysław Sierhiejewicz, polski ułan Legionów Polskich, działacz niepodległościowy (zm. 1915)
- 1885 – Antoni Kozłowicz, polski kapitan administracji (zm. 1940)
- 1887:
  - Noel Beresford-Peirse, brytyjski generał porucznik (zm. 1953)
  - Bronisław Frenkel, polski neurolog pochodzenia żydowskiego (zm. 1943)
  - Adam Henryk Kaletka, polski historyk, archiwista (zm. 1956)
  - Karl Neumann, niemiecki dowódca okrętów podwodnych (zm. ?)
  - Srinivasa Ramanujan, hinduski matematyk-samouk (zm. 1920)
- 1888:
  - Ignacy Kaczmarek, polski geodeta, inżynier, działacz społeczny i niepodległościowy (zm. 1975)
  - Leon Władysław Radziwiłł, polski ziemianin, oficer, malarz (zm. 1959)
  - Noel Van Raalte, brytyjski kierowca wyścigowy (zm. 1940)
  - Ferdynand Zarzycki, polski generał brygady, polityk, minister przemysłu i handlu, senator RP (zm. 1958)
- 1889:
  - George Hutson, brytyjski lekkoatleta, długodystansowiec (zm. 1914)
  - Jean-Baptiste Janssens, belgijski jezuita, przełożony generalny Towarzystwa Jezusowego (zm. 1964)
  - Franciszek Sieracki, polski major piechoty (zm. 1947)
- 1890 – Stanisław Zakrzewski, polski kapitan, dziennikarz, przedsiębiorca, działacz żeglarski (zm. 1976)
- 1892:
  - Magdalena Avietėnaitė, litewska dziennikarka, działaczka społeczna, organizatorka wystaw (zm. 1984)
  - Peter Tatsuo Doi, japoński duchowny katolicki, arcybiskup Tokio, kardynał (zm. 1970)
  - Herman Potočnik, słoweński inżynier, pionier astronautyki (zm. 1929)
  - Lawrence Sperry, amerykański pilot, wynalazca (zm. 1923)
- 1893:
  - Gerhart Husserl, niemiecki prawnik, wykładowca akademicki (zm. 1973)
  - Adam Litwiński, polski kapitan piechoty, nadkomisarz Policji (zm. 1939)
- 1894 – Ludwig Steeg, niemiecki polityk nazistowski, burmistrz Berlina (zm. 1945)
- 1896 – Paweł Lubina, polski piłkarz (zm. 1977)
- 1897:
  - Aleksandr Lisowik, radziecki polityk (zm. 1937)
  - Józef Zajda, polski ekonomista, wykładowca akademicki (zm. 1976)
- 1898:
  - Władimir Fock, rosyjski fizyk, wykładowca akademicki (zm. 1974)
  - Geza Rozmus, polski malarz (zm. 1980)
- 1899
  - Gustaf Gründgens, niemiecki aktor, reżyser, producent, dyrektor teatrów (zm. 1963)
  - Helena Batylda Charlotta Maria Fryderyka Waldeck-Pyrmont, niemiecka księżniczka (zm. 1948)
- 1900:
  - Marc Allégret, francuski reżyser i scenarzysta filmowy (zm. 1973)
  - Alan Bush, brytyjski kompozytor, dyrygent (zm. 1995)
  - Erich Frost, niemiecki muzyk, kompozytor, nadzorca Biura Oddziału Towarzystwa Strażnica w Niemczech (zm. 1987)
  - Jan Łukasiewicz, polski kapitan pilot (zm. 1934)
- 1901:
  - Joseph Beerli, szwajcarski bobsleista (zm. 1967)
  - André Kostelanetz, amerykański dyrygent, aranżer pochodzenia rosyjskiego (zm. 1980)
- 1902 – Paul Marie Ro Kinam, koreański duchowny katolicki, wikariusz apostolski i arcybiskup seulski (zm. 1984)
- 1903:
  - Zbigniew Grabowski, polski pisarz, publicysta, tłumacz (zm. 1974)
  - Haldan Keffer Hartline, amerykański fizjolog, laureat Nagrody Nobla (zm. 1983)
  - Odhise Paskali, albański rzeźbiarz (zm. 1985)
  - Stepan Stecenko, radziecki polityk (zm. 1989)
- 1904:
  - Władysław Bukowiński, polski duchowny katolicki, błogosławiony (zm. 1974)
  - Arthur Hind, indyjski hokeista na trawie (zm. 1991)
- 1905:
  - Abdurrahim Buza, albański malarz, pedagog (zm. 1966)
  - Stefán Jónsson, islandzki pisarz, pedagog (zm. 1966)
  - Pierre Levegh, francuski kierowca wyścigowy (zm. 1955)
  - Kenneth Rexroth, amerykański poeta, prozaik, eseista, malarz (zm. 1982)
  - Antoni Wajwód, polski malarz (zm. 1944)
- 1906:
  - Anna Gostyńska, polska lekarz, urolog (zm. 1984)
  - Adam Gubrynowicz, polski dyplomata, działacz społeczny (zm. 2000)
  - Jan Pentz, polski major pilot (zm. 1994)
- 1907:
  - Zygmunt Ambros, polski ortopeda (zm. 1963)
  - Peggy Ashcroft, brytyjska aktorka (zm. 1991)
  - Jewdokija Raczkiewicz, radziecka podpułkownik lotnictwa (zm. 1975)
- 1908:
  - Max Bill, szwajcarski rzeźbiarz, architekt (zm. 1994)
  - Giacomo Manzù, włoski rzeźbiarz, grafik (zm. 1991)
  - Paula Mollenhauer, niemiecka lekkoatletka, dyskobolka (zm. 1988)
- 1909
  - Alfred Furmański, polski porucznik piechoty (zm. 1944)
  - Agnete Olsen, duńska pływaczka (zm. 1997)
- 1911 – Grote Reber, amerykański astronom amator (zm. 2002)
- 1912:
  - Lady Bird Johnson, amerykańska druga i pierwsza dama (zm. 2007)
  - Kazimierz Underko, polski generał brygady (zm. 1977)
  - Alberto Zarzur, brazylijski piłkarz (zm. 1958)
- 1913:
  - Giorgio Oberweger, włoski lekkoatleta, dyskobol pochodzenia austriackiego (zm. 1998)
  - Jan Rzepka, polski kapitan, żołnierz AK, uczestnik podziemia antykomunistycznego (zm. 1951)
- 1914
  - Noël de Tissot, francuski dowódca wojskowy, kolaborant (zm. 1944)
  - Konstanty Rek, polski działacz komunistyczny, przewodniczący Prezydium MRN w Gdyni (zm. 1961)
- 1915:
  - Nikos Belojanis, grecki działacz komunistyczny i antyhitlerowskiego ruchu oporu (zm. 1952)
  - Alfred Krawczyk, polski lekkoatleta, sprinter, trener piłki ręcznej (zm. 1961)
- 1916 – Zygmunt Stoberski, polski eseista, krytyk literacki, tłumacz (zm. 2006)
- 1917 – Freddie Francis, brytyjski operator i reżyser filmowy (zm. 2007)
- 1918 – Jan Tuczyński, polski filolog, orientalista (zm. 2003)
- 1919:
  - Piotr Gnido, radziecki generał major lotnictwa, as myśliwski (zm. 2006)
  - Bolesław Talago, polski pionier sportów motorowodnych (zm. 1976)
- 1920:
  - Dawid Fajnhauz, polski historyk pochodzenia żydowskiego (zm. 2004)
  - Natan Stratijewski, radziecki kapitan pilot, as myśliwski pochodzenia żydowskiego (zm. 2003)
- 1921:
  - Maurice Girardot, francuski koszykarz (zm. 2020)
  - Reinhold Stecher, austriacki duchowny katolicki, biskup Innsbrucku (zm. 2013)
  - Wasilij Szewczenko, radziecki generał porucznik, funkcjonariusz organów bezpieczeństwa (zm. 2012)
  - Gertruda Świerczek, polska członkini ZWZ (zm. 1944)
- 1922:
  - Roberto Alemann, argentyński ekonomista, polityk (zm. 2020)
  - Mike Banks, brytyjski wojskowy, wspinacz (zm. 2013)
  - George Knobel, holenderski trener piłkarski (zm. 2012)
  - Ruth Roman, amerykańska aktorka (zm. 1999)
  - Odd Wang Sørensen, norweski piłkarz (zm. 2004)
  - Andrzej Tymowski, polski socjolog (zm. 2002)
- 1923:
  - Štefka Drolc, słoweńska aktorka (zm. 2018)
  - Tadeusz Kotula, polski historyk, wykładowca akademicki (zm. 2007)
- 1924:
  - Tadeusz Pelc, polski aktor, realizator dźwięku i światła (zm. 2008)
  - Lucien Rebuffic, francuski koszykarz (zm. 1997)
- 1925:
  - Lefter Küçükandonyadis, turecki piłkarz, trener (zm. 2012)
  - Károly Makk, węgierski reżyser i scenarzysta filmowy (zm. 2017)
- 1926:
  - Jan Darowski, polski poeta, krytyk literacki (zm. 2008)
  - Alcides Ghiggia, urugwajski piłkarz (zm. 2015)
  - Longin Łozowicki, polski generał broni (zm. 2013)
- 1927:
  - Peggie Castle, amerykańska aktorka (zm. 1973)
  - René Queyroux, francuski szpadzista (zm. 2002)
- 1928:
  - Fredrik Barth, norweski antropolog społeczny (zm. 2016)
  - Miklós Szabó, węgierski lekkoatleta, długodystansowiec (zm. 2022)
  - Corry Vreeken, holenderska szachistka (zm. 2025)
- 1929:
  - Hugo Loetscher, szwajcarski prozaik, eseista, publicysta (zm. 2009)
  - Władysław Szyjanowski, ukraiński szachista (zm. 2006)
- 1930:
  - Witold Antkowiak, polski piosenkarz (zm. 2022)
  - Salvatore Gionta, włoski piłkarz wodny (zm. 2025)
  - Ardalion Ignatjew, rosyjski lekkoatleta, sprinter (zm. 1998)
  - Zenon Jarocki, polski aktor i reżyser teatrów lalkowych (zm. 1963)
  - Beryl Penrose, australijska tenisistka (zm. 2021)
- 1931 – Gisela Birkemeyer, niemiecka lekkoatletka, płotkarka, sprinterka (zm. 2024)
- 1932:
  - Tom Kibble, brytyjski fizyk teoretyczny (zm. 2016)
  - Marian Owczarski, polski rzeźbiarz, konserwator zabytków (zm. 2010)
  - Maj Britt Theorin, szwedzka działaczka społeczna i samorządowa, polityk, eurodeputowana (zm. 2021)
  - Ryszard Waldeck-Ostromęcki, polski aktor, reżyser, scenarzysta (zm. 2012)
  - Phil Woosnam, walijski piłkarz, trener i działacz piłkarski (zm. 2013)
- 1933:
  - Robert Maginnis, amerykański duchowny katolicki, biskup pomocniczy Filadelfii (zm. 2022)
  - Luciano Martino, włoski aktor, reżyser, scenarzysta i producent filmowy (zm. 2013)
  - Abel Pacheco, kostarykański psychiatra, prezenter telewizyjny, polityk, prezydent Kostaryki
  - Jackie Scott, północnoirlandzki piłkarz (zm. 1978)
- 1934 – Lucyna Wielechowicz, polska nauczycielka, działaczka społeczna, polityk, poseł na Sejm PRL
- 1935 – Wiesława Kiermaszek-Lamla, polska działaczka samorządowa, polityk, poseł na Sejm kontraktowy
- 1936:
  - Antoni Borowski, polski działacz opozycji demokratycznej, polityk, senator RP
  - James Burke, brytyjski historyk nauki
  - Héctor Elizondo, amerykański aktor
  - Wojciech Frykowski, polski producent filmowy (zm. 1969)
  - Olli Mäki, fiński bokser (zm. 2019)
  - Mieczysław Nowak, polski sztangista (zm. 2006)
- 1937:
  - Pierluigi Chicca, włoski szablista (zm. 2017)
  - Bill Lipinski, amerykański polityk pochodzenia polskiego
  - Bożena Mamontowicz-Łojek, polska historyk, teatrolog, działaczka społeczna, prezes Polskiej Fundacji Katyńskiej (zm. 2010)
  - Giuseppe Nazzaro, włoski duchowny katolicki, Kustosz Ziemi Świętej, arcybiskup, wikariusz apostolski Aleppo (zm. 2015)
  - Eduard Uspienski, rosyjski autor książek dla dzieci (zm. 2018)
- 1938:
  - Maciej Bieniasz, polski malarz, grafik, poeta, eseista, pedagog
  - Lucien Bouchard, kanadyjski polityk, premier Quebecu
  - Bob Lazier, amerykański kierowca wyścigowy (zm. 2020)
  - Marian Mroczko, polski historyk (zm. 2017)
- 1939:
  - Walentin Afonin, rosyjski piłkarz, trener (zm. 2021)
  - Daniel Caro Borda, kolumbijski duchowny katolicki, biskup Soachy
  - Anna Micińska, polska historyk literatury, krytyk literacki, eseistka, edytorka (zm. 2001)
  - Włodzimierz Zagórski, polski biochemik, biolog molekularny (zm. 2015)
- 1941:
  - Stephen Blaire, amerykański duchowny katolicki, biskup Stockton (zm. 2019)
  - Bronisław Frankowski, polski działacz partyjny i państwowy, funkcjonariusz MO, samorządowiec, prezydent Piły (zm. 2022)
  - Gerard Hanna, australijski duchowny katolicki, biskup Wagga Wagga
  - Antonio Ortega Franco, meksykański duchowny katolicki, biskup pomocniczy Meksyku (zm. 2022)
- 1942:
  - Anju Angełow, bułgarski wojskowy, pedagog, polityk
  - Antonio Martino, włoski politolog, wykładowca akademicki, polityk, minister spraw zagranicznych, minister obrony (zm. 2022)
  - Dick Parry, brytyjski saksofonista
- 1943:
  - Chris Bunch, amerykański pisarz science fiction (zm. 2005)
  - Juan Mujica, urugwajski piłkarz (zm. 2016)
  - Donald Rubin – amerykański statystyk
  - Paul Wolfowitz, amerykański polityk pochodzenia żydowskiego, wiceminister obrony, prezes Banku Światowego
- 1944:
  - Mo Foster, brytyjski muzyk sesyjny, gitarzysta basowy, producent muzyczny (zm. 2023)
  - Ernest Moniz, amerykański polityk, sekretarz energii
  - Benedetto Tuzia, włoski duchowny katolicki, biskup Orvieto-Todi
- 1945:
  - Eugeniusz Biesiadka, polski entomolog-hydrobiolog (zm. 2024)
  - Jean-Pierre Kutwa, iworyjski duchowny katolicki, arcybiskup Abidżanu, kardynał
- 1946:
  - Jacques Brodin, francuski szpadzista
  - Angelika Dünhaupt, niemiecka saneczkarka
  - Henryk Jałocha, polski piłkarz, bramkarz, trener
  - Patrick Russel, francuski narciarz alpejski
- 1947:
  - Boris Angełow, bułgarski piłkarz, trener
  - Bill van Dijk, holenderski piosenkarz
  - Porfirio Lobo Sosa, honduraski polityk, prezydent Hondurasu
  - Ernest Sambou, senegalski duchowny katolicki, biskup Saint-Louis
  - Marcello Semeraro, włoski duchowny katolicki, biskup Albano
  - Mitsuo Tsukahara, japoński gimnastyk
- 1948:
  - Steve Garvey, amerykański baseballista, przedsiębiorca
  - Nicolae Timofti, mołdawski prawnik, sędzia, polityk, prezydent Mołdawii
  - Martin Yan, amerykański szef kuchni pochodzenia chińskiego
- 1949:
  - Manfred Burgsmüller, niemiecki piłkarz (zm. 2019)
  - Jesús Esteban Catalá Ibáñez, hiszpański duchowny katolicki, biskup Malagi
  - Maurice Gibb, brytyjski muzyk, członek zespołu Bee Gees (zm. 2003)
  - Robin Gibb, brytyjski muzyk, członek zespołu Bee Gees (zm. 2012)
  - Janusz Godyń, polski generał
- 1950:
  - Tomáš Galis, słowacki duchowny katolicki, biskup Żyliny
  - Diana Stein, polska aktorka
  - Marian Tałaj, polski judoka, trener
- 1951:
  - Charles de Lint, kanadyjski pisarz fantasy, muzyk
  - Wasilij Roczew (ur. 1951), rosyjski biegacz narciarski
- 1952:
  - Uri Ari’el, izraelski polityk
  - Raúl Isiordia, meksykański piłkarz
  - Sandra Kalniete, łotewska polityk
- 1953:
  - Gregor Fisher, szkocki aktor, komik
  - Piotr Fogler, polski przedsiębiorca, polityk, poseł na Sejm RP
- 1954:
  - Joseph Afrifah-Agyekum, ghański duchowny katolicki, biskup Koforidua
  - Vinko Coce, chorwacki śpiewak operowy (tenor) (zm. 2013)
  - Wiktor (Siergiejew), rosyjski biskup prawosławny
  - Štefan Zelník, słowacki lekarz, samorządowiec, polityk
- 1955:
  - Sławomir Golemiec, polski malarz, grafik, portrecista, ilustrator
  - Galina Murašova, litewska lekkoatletka, dyskobolka
  - Grzegorz Roszak, polski nauczyciel, polityk, poseł na Sejm RP
  - Thomas Südhof, niemiecko-amerykański biochemik, laureat Nagrody Nobla
  - Lázár Szentes, węgierski piłkarz, trener
- 1956:
  - Mirosław Bork, polski reżyser, scenarzysta i producent filmowy i telewizyjny
  - David Leigh, brytyjski pływak
  - Mieczysław Miazga, polski przedsiębiorca, samorządowiec, polityk, poseł na Sejm RP
  - Tomasz Nowak, polski przedsiębiorca, polityk, poseł na Sejm RP
  - Sołomon Pasi, bułgarski matematyk, ekolog, polityk pochodzenia żydowskiego
  - Jadwiga Polasik, polska szpadzistka, florecistka (zm. 2016)
- 1957:
  - Javier del Río Alba, peruwiański duchowny katolicki, arcybiskup metropolita Arequipy
  - Laurence Rossignol, francuski polityk
  - Sławomir Wysocki, polski gitarzysta, kompozytor, autor tekstów, członek zespołu Róże Europy (zm. 2003)
- 1958:
  - Jerzy Hawrylewicz, polski piłkarz (zm. 2009)
  - David Heavener, amerykański aktor, reżyser, scenarzysta i producent filmowy, piosenkarz
  - Masaaki Katō, japoński piłkarz
  - Ronny Martens, belgijski piłkarz
  - Stefano Sposetti, szwajcarski nauczyciel, astronom amator
  - Ömürbek Tekebajew, kirgiski polityk
  - Lenny Von Dohlen, amerykański aktor (zm. 2022)
  - Tracy Ward, brytyjska aktorka, działaczka ekologiczna
- 1959:
  - Noureddine Bedoui, algierski polityk, premier Algierii
  - Wolf Larson, kanadyjski aktor, scenarzysta filmowy pochodzenia niemieckiego
  - John Patitucci, amerykański muzyk jazzowy
  - Bernd Schuster, niemiecki piłkarz, trener
  - Zenon Wiśniewski, polski przedsiębiorca, polityk, poseł na Sejm RP
- 1960:
  - Jean-Michel Basquiat, amerykański malarz (zm. 1988)
  - Kassim Majaliwa, tanzański polityk, premier Tanzanii
  - Tomasz Szyszko, polski polityk, poseł na Sejm RP
- 1961:
  - Dariusz Dusza, polski gitarzysta, kompozytor, autor tekstów piosenek
  - Piotr Łojek, polski muzyk, członek zespołu Elektryczne Gitary
  - Jurij Malenczenko, rosyjski pułkownik lotnictwa, kosmonauta
  - Piotr Osiecki, polski rugbysta, samorządowiec, burmistrz Sochaczewa
- 1962:
  - Scott Erskine, amerykański seryjny gwałciciel i morderca (zm. 2020)
  - Ralph Fiennes, brytyjski aktor
  - Wiesław Lechowicz, polski duchowny katolicki, biskup polowy WP
- 1963:
  - Krzysztof Baldy, polski samorządowiec, polityk, starosta kłodzki (zm. 2023)
  - Giuseppe Bergomi, włoski piłkarz
  - Adam Pernal, polski pianista, kompozytor, członek Kabaretu Potem (zm. 2013)
- 1964:
  - Ołeksandr Jakymenko, ukraiński wojskowy, polityk
  - Roman Kukleta, czeski piłkarz (zm. 2011)
  - Manfred Zsak, austriacki piłkarz, trener
- 1965:
  - David S. Goyer, amerykański reżyser, scenarzysta i producent filmowy pochodzenia żydowskiego
  - Luis Islas, argentyński piłkarz, bramkarz
  - Sergi López, hiszpański aktor
  - Bryan Shelton, amerykański tenisista
  - Urszula Włodarczyk, polska lekkoatletka, wieloboistka
- 1966:
  - Dmitrij Biłozierczew, rosyjski gimnastyk
  - Daniel Fauché, francuski wioślarz
  - Piotr Łukaszewski, polski gitarzysta, kompozytor, producent muzyczny, członek zespołu PtakY
  - Marcel Schirmer, niemiecki basista, wokalista, członek zespołów: Destruction i Headhunter
  - Andreas Schnieders, niemiecki bokser (zm. 2023)
- 1967:
  - Juan Manuel Bernal, meksykański aktor
  - Richey James Edwards, walijski gitarzysta, autor tekstów, kompozytor, członek zespołu Manic Street Preachers (zag. 1995)
  - Dan Petrescu, rumuński piłkarz, trener
  - Romică Rașovan, rumuński zapaśnik
- 1968:
  - Lauralee Bell, amerykańska aktorka
  - Luis Hernández, meksykański piłkarz
  - Steve MacDonald, amerykański kulturysta, strongman
  - Dina Meyer, amerykańska aktorka
- 1969:
  - Myriam Bédard, kanadyjska biathlonistka
  - Wilfrid Forgues, francuski kajakarz górski
  - Dagmar Hase, niemiecka pływaczka
  - Andreja Katič, słoweńska polityk
  - Scott McGrory, australijski kolarz torowy i szosowy
  - Mark Robins, angielski piłkarz
  - Schmaletz, polski muzyk, kompozytor
- 1970:
  - Mutiu Adepoju, nigeryjski piłkarz
  - Gary Anderson, szkocki darter
  - Barbara Blatter, szwajcarska kolarka górska
  - Ted Cruz, amerykański prawnik, polityk, senator
  - Marcin Sasal, polski piłkarz, bramkarz, trener
  - Michael Tebbutt, australijski tenisista
- 1971:
  - Khalid Khannouchi, marokańsko-amerykański lekkoatleta, maratończyk
  - Pat Mastroianni, kanadyjski aktor pochodzenia włoskiego
  - Marcos Milinkovic, argentyński siatkarz pochodzenia chorwackiego
  - Xawery Żuławski, polski reżyser i scenarzysta filmowy
- 1972:
  - Anthony Edwards, australijski wioślarz
  - Stephanie Jones, niemiecka piłkarka
  - Kirk Maltby, kanadyjski hokeista
  - Vanessa Paradis, francuska piosenkarka, aktorka, modelka
- 1973:
  - Vincenzo Amendola, włoski polityk
  - Tomasz Biernacki, polski przedsiębiorca
  - Katarzyna Duda, polska skrzypaczka
  - Hasan al-Fakiri, tunezyjski i australijski zapaśnik
  - Sergio Silvestris, włoski samorządowiec, polityk, eurodeputowany
  - Alan Thompson, angielski piłkarz
- 1974:
  - Feliks Chodżojan, ormiański piłkarz
  - Desisław Czukołow, bułgarski polityk, eurodeputowany (zm. 2022)
  - Daniel García, hiszpański piłkarz
  - Christian Hoffmann, austriacki biegacz narciarski
  - Goran Karadžić, serbski koszykarz
  - Dagmar Mair unter der Eggen, włoska snowboardzistka pochodzenia tyrolskiego
  - Ewa Rybak, polska lekkoatletka, oszczepniczka
- 1975:
  - Marvin Andrews, trynidadzko-tobagijski piłkarz
  - Sergei Aschwanden, szwajcarski judoka
  - Alexandre Bengué, francuski kierowca rajdowy
  - Dmitrij Chochłow, rosyjski piłkarz
  - Piotr Kędzierzawski, polski gitarzysta, członek zespołu Hunter
  - Marcin Mięciel, polski piłkarz
  - Takuya Ōnishi, japoński pilot, astronauta
  - Agnieszka Ścigaj, polska socjolog, polityk, poseł na Sejm RP
- 1976:
  - Aliye Coşar, turecka prawniczka, polityk, deputowana do Wielkiego Zgromadzenia Narodowego
  - Łukasz Konopka, polski aktor
  - Mirosław Mieńko, polski operator filmowy, dźwiękowiec
  - Korneliusz (Siniajew), rosyjski biskup prawosławny
- 1977:
  - Nenad Lalatović, serbski piłkarz
  - Julie Lechanteux, francuska działaczka samorządowa, polityk
  - Norbert Lins, niemiecki samorządowiec, polityk
  - Paweł Sajak, polski polityk, poseł na Sejm RP
  - Zoltán Szécsi, węgierski piłkarz wodny
- 1978:
  - Zulfikar Joy Ali, fidżyjski bokser (zm. 2015)
  - Maciej Dowbor, polski dziennikarz i prezenter telewizyjny
  - Abel Ferreira, portugalski piłkarz
  - Emmanuel Olisadebe, polski piłkarz pochodzenia nigeryjskiego
- 1979:
  - Danielle Carruthers, amerykańska lekkoatletka, płotkarka
  - Naotake Hanyū, japoński piłkarz
  - Stojan Ignatow, macedoński piłkarz
  - Jamie Langfield, szkocki piłkarz, bramkarz
  - Eleonora Lo Bianco, włoska siatkarka
  - Petra Majdič, słoweńska biegaczka narciarska
  - Liam Wilson, amerykański basista, kompozytor, członek zespołu The Dillinger Escape Plan
  - Konrad Wojtyła, polski poeta, dziennikarz, literaturoznawca
- 1980:
  - Chris Carmack, amerykański aktor
  - Didac Costa, hiszpański żeglarz oceaniczny
  - Emanuela Felici, sanmaryńska strzelczyni sportowa
  - Marcus Haislip, amerykański koszykarz
  - Grzegorz Tkaczyk, polski piłkarz ręczny
- 1981:
  - Anna Antonowicz, polska aktorka
  - Nico Freriks, holenderski siatkarz
  - Haykel Guemamdia, tunezyjski piłkarz
  - Momir Ilić, serbski piłkarz ręczny
  - Shinsuke Kashiwagi, japoński koszykarz
  - Marina Kupcowa, rosyjska lekkoatletka, skoczkini wzwyż
  - Victor Mendy, senegalski piłkarz
  - Nicolas Vaporidis, włoski aktor pochodzenia greckiego
- 1982:
  - Souleymane Camara, senegalski piłkarz
  - Agbani Darego, nigeryjska modelka, zdobywczyni tytułu Miss World
  - Britta Heidemann, niemiecka szpadzistka
  - Teko Modise, południowoafrykański piłkarz
  - Brooke Nevin, kanadyjska aktorka
  - Masami Tanaka, japońska siatkarka
- 1983:
  - Robin Duvillard, francuski biegacz narciarski
  - Luke Gallows, amerykański wrestler
  - Viola Kibiwot, kenijska lekkoatletka, biegaczka średnio- i długodystansowa
  - Nathalie Péchalat, francuska łyżwiarka figurowa
- 1984:
  - Basshunter, szwedzki piosenkarz, didżej, producent muzyczny
  - Diederick van den Bouwhuijsen, holenderski wioślarz
  - Brian Butch, amerykański koszykarz
  - Ratiba Tariket, algierska judoczka
  - Al-Amin Wahhab, algierski i marokański tenisista
- 1985:
  - Edurne, hiszpańska piosenkarka
  - Dmitrij Łarionow, rosyjski kajakarz górski
  - Pedro Muléns, kubański zapaśnik
  - Elina Nasaudrodro, fidżyjska judoczka
- 1986:
  - Arianne Caoili, filipińska szachistka (zm. 2020)
  - Jong Hak-jin, północnokoreański zapaśnik
  - Norman Parke, północnoirlandzki zawodnik MMA
- 1987:
  - Alaa Abdul-Zahra, iracki piłkarz
  - Garfield Darien, francuski lekkoatleta, płotkarz
  - Éder, portugalski piłkarz pochodzenia gwinejskiego
  - Agnieszka Gąsienica-Daniel, polska narciarka alpejska
- 1988:
  - Leigh Halfpenny, walijski rugbysta
  - David Lemieux, kanadyjski bokser
  - Monika Michałów, polska piłkarka ręczna
  - Juventina Napoleão, wschodniotimorska lekkoatletka, maratonka
  - Ülkər Qənbərova, azerska lekkoatletka, tyczkarka
  - Zdeněk Ondrášek, czeski piłkarz
  - Anna Próchniak, polska aktorka
- 1989:
  - Zawen Badojan, ormiański piłkarz
  - Logan Huffman, amerykański aktor
  - Peng Hsien-yin, tajwański tenisista
  - Jordin Sparks, amerykańska piosenkarka
- 1990:
  - Deshorn Brown, jamajski piłkarz
  - Bernarda Ćutuk, chorwacka siatkarka
  - Marko Ivović, serbski siatkarz
  - Joanna Jaworska, polska judoczka
  - Daniel Kaufmann, liechtensztajński piłkarz
  - Jean-Baptiste Maunier, francuski aktor, wokalista
  - Darko Planinić, chorwacki koszykarz
  - Paul Tanui, kenijski lekkoatleta, długodystansowiec
  - Óscar Valdez, meksykański bokser
- 1991:
  - Ricky Aitamai, tahitański piłkarz
  - DaBaby, amerykański raper
  - Zuzanna Galia, polska aktorka dubbingowa
  - Răzvan Martin, rumuński sztangista
  - Téji Savanier, francuski piłkarz pochodzenia algierskiego
- 1992:
  - Mélanie Henique, francuska pływaczka
  - Nick Johnson, amerykański koszykarz
  - Moonbyul, południowokoreańska raperka, piosenkarka, autorka tekstów, członkini girlsbandu Mamamoo
  - Russell Teibert, kanadyjski piłkarz
  - Michaił Załomin, rosyjski gimnastyk
- 1993:
  - Billie Cook, brytyjska aktorka
  - Tasie Dhanraj, brytyjska aktorka, piosenkarka
  - Alexander Edmondson, australijski kolarz torowy i szosowy
  - Raphaël Guerreiro, portugalski piłkarz
  - Aliana Lohan, amerykańska aktorka, piosenkarka, modelka
  - Hedvig Rasmussen, duńska wioślarka
  - Meghan Trainor, amerykańska piosenkarka, producentka muzyczna
- 1994:
  - Fabien Claude, francuski biathlonista
  - Cameron Howieson, nowozelandzki piłkarz
  - Alaksandra Narkiewicz, białoruska gimnastyczka
- 1995:
  - Nadia Akpana Assa, norweska lekkoatletka, skoczkini w dal pochodzenia togijskiego
  - Payton Henson, amerykański koszykarz
  - Awtandil Kenczadze, gruziński zapaśnik
  - Brenden Sander, amerykański siatkarz
- 1996:
  - Mackenzie Little, australijska lekkoatletka, oszczepniczka
  - Cosme Mavoungou, kongijski piłkarz
  - Bashar Resan, iracki piłkarz
- 1997:
  - Aleem Ford, amerykański koszykarz
  - Sonja Milatović, czarnogórska polityczka
  - Guus Til, holenderski piłkarz pochodzenia zambijskiego
  - Wiktoria Wojewódzka, polska lekkoatletka, tyczkarka
- 1998:
  - G Hannelius, amerykańska aktorka, piosenkarka, autorka tekstów
  - Kaan Kairinen, fiński piłkarz
  - Ri Se-ung, północnokoreański zapaśnik
  - Casper Ruud, norweski tenisista
- 1999:
  - Merisa Dautović, słoweńska koszykarka
  - Atzimba Landaverde, meksykańska zapaśniczka
  - Antoni Walicki, polski lekkoatleta, sprinter
- 2000:
  - Pauletta Foppa, francuska piłkarka ręczna
  - Thea Sofie Kleven, norweska skoczkini narciarska pochodzenia tajskiego (zm. 2018)
  - Kinga Rajda, polska skoczkini narciarska
  - Ewa Różańska, polska lekkoatletka, kulomiotka, dyskobolka i młociarka
  - Maciej Żurawski, polski piłkarz
- 2001:
  - Aleksandra Barancewa, rosyjska skoczkini narciarska
  - Niklas Bachlinger, austriacki skoczek narciarski
  - Jack Draper, brytyjski tenisista
  - Szymon Gumularz, polski szachista
  - Camila Osorio, kolumbijska tenisistka
- 2002:
  - Ałеksandra Fеjgin, bułgarska łyżwiarka figurowa
  - Emma Finucane, brytyjska kolarka torowa
  - David Datro Fofana, iworyjski piłkarz
- 2003:
  - Mateusz Gajdulewicz, polski kolarz szosowy
  - Junior Tchamadeu, kameruński piłkarz
- 2004:
  - Stephen Gogolev, kanadyjski łyżwiarz figurowy pochodzenia rosyjskiego
  - Caleb Wiley, amerykański piłkarz

## Zmarli
- 1100 – Brzetysław II, książę Czech (ur. ok. 1060)
- 1115 – Olaf Magnusson, król Norwegii (ur. 1099)
- 1316 – Aegidius Colonna Romanus, włoski duchowny katolicki, biskup Bourges, filozof (ur. ok. 1243)
- 1419 – Jan XXIII, antypapież (ur. ?)
- 1422 – Piotr Krakowczyk, polski duchowny katolicki, biskup wileński (ur. ?)
- 1493 – Rafał Jakub Jarosławski, polski szlachcic, ziemianin, marszałek wielki koronny (ur. ?)
- 1508 – Eryk II, książę Meklemburgii (ur. 1483)
- 1530 – Willibald Pirckheimer, niemiecki prawnik, humanista (ur. 1470)
- 1541 – Hieronim Łaski, polski polityk, dyplomata (ur. 1496)
- 1554 – (między 9 a 22 grudnia) Moretto da Brescia, włoski malarz (ur. ok. 1498)
- 1561 – Taddeo Gaddi, włoski duchowny katolicki, arcybiskup Cosenzy, kardynał (ur. 1520)
- 1572 – François Clouet, francuski malarz pochodzenia niderlandzkiego (ur. ok. 1515)
- 1574 – Alessandro Crivelli, włoski kardynał, nuncjusz apostolski (ur. ?)
- 1591 – Wilhelm Pike, angielski rzemieślnik, męczennik i błogosławiony katolicki (ur. ?)
- 1603 – Mehmed III, sułtan Imperium Osmańskiego (ur. 1566)
- 1612 – Franciszek IV Gonzaga, książę Mantui i jako Franciszek II Montferratu (ur. 1586)
- 1616 – Jacob Le Maire, holenderski żeglarz, kupiec (ur. ok. 1585)
- 1641 – Maximilien de Béthune de Sully, francuski polityk, hugenota, marszałek Francji (ur. 1560)
- 1660 – André Tacquet, flamandzki jezuita, uczony (ur. 1612)
- 1666 – Giovanni Francesco Barbieri, włoski malarz, rysownik, freskant, teoretyk sztuki (ur. 1591)
- 1727 – Louis Phélypeaux, francuski hrabia, polityk (ur. 1643)
- 1748 – Jan Nepomucen Karol, książę Liechtensteinu (ur. 1724)
- 1751 – Jan Tobiasz Augustynowicz, polski duchowny ormiańskokatolicki, arcybiskup lwowski (ur. 1664)
- 1754 – Willem van Keppel, brytyjski arystokrata, polityk, wojskowy, dyplomata (ur. 1702)
- 1788 – Percivall Pott, brytyjski chirurg (ur. 1714)
- 1798 – Giuseppe de Sacco, włoski architekt (ur. 1735)
- 1801 – Jovan Rajić, serbski pisarz, historyk, pedagog (ur. 1726)
- 1802 – Henrietta Lullier, francuska arystokratka (ur. ?)
- 1815:
  - José María Morelos, meksykański duchowny katolicki, działacz niepodległościowy (ur. 1765)
  - Józef Ignacy Tyszkiewicz, litewski pułkownik (ur. 1724)
- 1816 – Jan August Hiż, polski generał-major (ur. 1743)
- 1819 – Johann Beaulieu, austriacki feldmarszałek (ur. 1725)
- 1822 – Charles Moore, brytyjski arystokrata, wojskowy, polityk (ur. 1730)
- 1828 – William Hyde Wollaston, brytyjski chemik (ur. 1766)
- 1831 – François Huber, szwajcarski przyrodnik, pszczelarz (ur. 1750)
- 1835 – Franz de Paula von Schrank, niemiecki jezuita, przyrodnik, entomolog (ur. 1747)
- 1840 – Cornelis van Spaendonck, holenderski malarz (ur. 1756)
- 1841 – Daniił Kaszyn, rosyjski kompozytor, dyrygent, zbieracz folkloru muzycznego (ur. 1769 lub 70)
- 1846:
  - Jean Baptiste Bory de Saint-Vincent, francuski przyrodnik, oficer, polityk (ur. 1778)
  - Michał Dąbrowski, polski duchowny katolicki, działacz oświatowy (ur. 1759)
  - Georg Karl Friedrich Kunowsky, niemiecki prawnik, astronom amator (ur. 1786)
- 1850 – William Plumer, amerykański polityk (ur. 1759)
- 1854:
  - Bengt Erland Fogelberg, szwedzki rzeźbiarz (ur. 1786)
  - Manuel Jimenes, dominikański polityk, prezydent Dominikany (ur. 1808)
  - Filip Maurycy Marcinkowski, brytyjski oficer marynarki wojennej pochodzenia polskiego (ur. 1785)
- 1855 – Walerian Skorobohaty Krasiński, polski historyk, publicysta (ur. 1795)
- 1863 – Willem Vrolik, holenderski anatom, patolog (ur. 1801)
- 1866 – Thomas-Marie-Joseph Gousset, francuski duchowny katolicki, arcybiskup Reims, kardynał (ur. 1792)
- 1867:
  - Jean-Victor Poncelet, francuski matematyk, inżynier (ur. 1788)
  - Théodore Rousseau, francuski malarz, grafik (ur. 1812)
- 1869 – Karl August Graf von Reisach, niemiecki duchowny katolicki, biskup Eichstätt, biskup koadiutor Monachium i Fryzyngi, kardynał (ur. 1800)
- 1870:
  - Gustavo Adolfo Bécquer, hiszpański poeta, prozaik (ur. 1836)
  - Enrico Orfei, włoski duchowny katolicki, arcybiskup Rawenny, kardynał (ur. 1800)
- 1871 – Edward Law, brytyjski arystokrata, polityk (ur. 1790)
- 1880 – Mary Ann Evans, brytyjska pisarka (ur. 1819)
- 1882 – Seweryn Horoch, polski baron, ziemianin, polityk (ur. ?)
- 1885:
  - Awgust Dawydow, rosyjski matematyk, inżynier, wykładowca akademicki (ur. 1823)
  - Edmond Tulasne, francuski botanik, mykolog (ur. 1815)
- 1886 – Antonio Casanova y Estorach, hiszpański malarz (ur. 1847)
- 1887 – Alberto Cracchi, włoski duchowny katolicki, biskup ordynariusz Pultu (ur. 1831)
- 1888 – Isaac Thomas Hecker, amerykański redemptorysta, misjonarz, Sługa Boży (ur. 1819)
- 1889 – Édouard Baldus, francuski fotograf (ur. 1813)
- 1890 – Iwan Saturnin Stupnicki, ukraiński duchowny greckokatolicki, biskup przemyski, polityk, numizmatyk (ur. 1816)
- 1891:
  - Paul de Lagarde, niemiecki filozof, orientalista, wykładowca akademicki (ur. 1827)
  - Włodzimierz Stebelski, polski poeta, eseista, satyryk, krytyk literacki, dziennikarz (ur. 1848)
- 1893:
  - Antonina Filleborn, polska aktorka, śpiewaczka operetkowa (sopran) (ur. ok. 1857)
  - Aleksandre Kazbegi, gruziński pisarz (ur. 1848)
  - Walerian Płatonow, rosyjski generał, urzędnik (ur. 1809)
- 1899 – Dwight L. Moody, amerykański kaznodzieja, wydawca (ur. 1837)
- 1901 – Nikołaj Naumow, rosyjski pisarz (ur. 1838)
- 1902 – Richard von Krafft-Ebing, niemiecki psychiatra, seksuolog, neurolog, kryminolog, wykładowca akademicki (ur. 1840)
- 1906:
  - Stanisław Kramsztyk, polski fizyk, matematyk, przyrodnik, pedagog, popularyzator nauki, encyklopedysta pochodzenia żydowskiego (ur. 1841)
  - Teodor Kremski, prawnik, duchowny rzymskokatolicki, kapelan szpitalny (ur. 1829)
- 1908 – Cyrus Teed, amerykański alchemik, przywódca religijny (ur. 1839)
- 1913 – Theodor Kaes, niemiecki neurolog (ur. 1852)
- 1914:
  - Kalman Belopotoczky, austro-węgierski duchowny katolicki, apostolski wikariusz polowy cesarskiej i królewskiej Armii (ur. 1845)
  - Jan Dudziński, polski podporucznik piechoty Legionów Polskich (ur. 1893)
- 1915:
  - Arthur Hughes, brytyjski malarz, ilustrator (ur. 1832)
  - William P. Spratling, amerykański neurolog (ur. 1863)
- 1916 – Antoni Kocyan, polski leśnik, ornitolog, teriolog (ur. 1836)
- 1917:
  - Franciszka Ksawera Cabrini, włoska tercjarka franciszkańska, święta (ur. 1850)
  - Wołodysław Fedorowycz, ukraiński ziemianin, polityk, mecenas (ur. 1845)
  - Stanisław Tondos, polski malarz (ur. 1854)
- 1918 – Aristidis Moraitinis, grecki oficer marynarki, pionier lotnictwa morskiego, as myśliwski (ur. 1891)
- 1919 – Hermann Weingärtner, niemiecki gimnastyk (ur. 1864)
- 1920 – Kazimierz Braun, polski porucznik obserwator (ur. 1899)
- 1921 – Josef Aharon Rabinowicz, rabin chasydzki, cadyk Warszawy (ur. ?)
- 1922:
  - Giacomo Orefice, włoski kompozytor, pianista, krytyk muzyczny (ur. 1865)
  - Josef Unger, austriacki inspektor kolejowy, architekt pochodzenia żydowskiego (ur. 1846)
- 1923:
  - Georg Luger, austriacki konstruktor broni strzeleckiej (ur. 1849)
  - Richard Witting, niemiecki prawnik, bankier, polityk (ur. 1856)
- 1924:
  - Karl Denke, niemiecki seryjny morderca, kanibal (ur. 1860)
  - Józef Englich, polski działacz gospodarczy i społeczny, prawnik, polityk, minister skarbu (ur. 1874)
- 1925:
  - Alicja Grimaldi, księżna Monako (ur. 1858)
  - Ryszard Hausner, polski generał brygady (ur. 1868)
- 1926 – Jan Antoni Mycielski, polski ziemianin, działacz gospodarczy, kolekcjoner dzieł sztuki (ur. 1858)
- 1928:
  - Evan Noel, brytyjski zawodnik racketsa i jeu de paume (ur. 1879)
  - Enrique Thompson, argentyński wszechstronny lekkoatleta (ur. 1897)
- 1930 – Vintilă Brătianu, rumuński duchowny katolicki, premier Rumunii (ur. 1867)
- 1933 – Osvald Moberg, szwedzki gimnastyk (ur. 1888)
- 1936 – Nikołaj Ostrowski, radziecki pisarz (ur. 1904)
- 1938:
  - Roman Chojnacki, polski profesor teorii muzyki, dziennikarz muzyczny (ur. 1879)
  - Albert Fraenkel, niemiecki lekarz pochodzenia żydowskiego (ur. 1864)
- 1939:
  - Wincenty Bałys, polski malarz, rzeźbiarz (ur. 1906)
  - Ma Rainey, amerykańska wokalistka bluesowa (ur. 1886)
- 1940:
  - Bronisław Kowalski, polski kleryk, Sługa Boży (ur. 1917)
  - Nathanael West, amerykański pisarz, scenarzysta filmowy (ur. 1903)
- 1941:
  - Lina Bögli, szwajcarska nauczycielka, podróżniczka, pisarka (ur. 1858)
  - Leopoldo Mugnone, włoski kompozytor, dyrygent (ur. 1858)
  - Eduard Schnack, austriacki mistrz kominiarski, botanik samouk, kolekcjoner, muzealnik, działacz społeczny, filantrop (ur. 1853)
- 1942:
  - Herbert Leupold, niemiecki biegacz narciarski, żołnierz (ur. 1908)
  - Rudolf von Scheliha, niemiecki dyplomata (ur. 1897)
  - Harro Schulze-Boysen, niemiecki porucznik, publicysta, współpracownik radzieckich służb specjalnych (ur. 1909)
  - Ilse Stöbe, niemiecka działaczka rewolucyjna, dziennikarka, współpracowniczka radzieckich służb specjalnych (ur. 1911)
- 1943:
  - Adam Fischer, polski etnolog, etnograf, folklorysta, wykładowca akademicki (ur. 1889)
  - Beatrix Potter, brytyjska autorka literatury dziecięcej, ilustratorka (ur. 1866)
- 1944 – Harry Langdon, amerykański aktor, komik, scenarzysta i reżyser filmowy (ur. 1884)
- 1945:
  - Thomas F. Magner, amerykański polityk (ur. 1860)
  - Otto Neurath, austriacki ekonomista, socjolog, filozof pochodzenia żydowskiego (ur. 1882)
- 1947 – Tefta Tashko Koço, albańska śpiewaczka operowa (sopran) (ur. 1910)
- 1949 – Wacław Walicki, polski porucznik AK (ur. 1903)
- 1950:
  - Walter Damrosch, amerykański kompozytor, dyrygent pochodzenia niemiecko-żydowskiego (ur. 1862)
  - Bernhoff Hansen, norwesko-amerykański zapaśnik (ur. 1877)
- 1952:
  - Werner Grundahl, duński kolarz szosowy i torowy (ur. 1914)
  - Jaroslav Vonka, czeski mistrz kowalstwa artystycznego (ur. 1875)
- 1954:
  - Wiktoria Arciszewska, polska aktorka (ur. 1883)
  - Witold Dalbor, polski historyk sztuki, konserwator zabytków (ur. 1905)
- 1956:
  - Henri Callot, francuski florecista (ur. 1875)
  - Eustachy Kuroczko, polski pedagog, polityk, poseł na Sejm PRL (ur. 1901)
  - Nicolae Labiș, rumuński poeta (ur. 1935)
- 1958 – Jan Radtke, polski urzędnik, wójt Gdyni (ur. 1872)
- 1959:
  - Gilda Gray, amerykańska tancerka, aktorka (ur. 1901)
  - Pasquale Jannaccone, włoski ekonomista, polityk (ur. 1872)
- 1961:
  - Elia Dalla Costa, włoski duchowny katolicki, arcybiskup Florencji, kardynał, Sługa Boży (ur. 1872)
  - Bolesław Stachoń, polski historyk, mediewista (ur. 1903)
- 1962 – Zygmunt Dadlez, polski chirurg, pulmonolog (ur. 1887)
- 1963 – Giovanni Giorgio Trissino, włoski hrabia, jeździec sportowy (ur. 1877)
- 1964 – Zygfryd Goldfinger, polski prawnik, działacz komunistyczny pochodzenia żydowskiego (ur. 1885)
- 1965 – Lauri Viita, fiński pisarz (ur. 1916)
- 1966:
  - Harry Beaumont, amerykański reżyser filmowy (ur. 1888)
  - Robert Keith, amerykański aktor (ur. 1898)
  - Eugeniusz Wyrwiński, polski pułkownik piechoty (ur. 1895)
- 1967 – Jan Śpiewak, polski poeta, eseista, tłumacz, pochodzenia żydowskiego (ur. 1908)
- 1968 – Otto Gelsted, duński poeta, krytyk sztuki (ur. 1888)
- 1969:
  - August Momberger, niemiecki kierowca wyścigowy (ur. 1905)
  - Enrique Peñaranda, boliwijski generał, polityk, prezydent Boliwii (ur. 1892)
  - Josef von Sternberg, amerykański reżyser filmowy pochodzenia austriackiego (ur. 1894)
- 1970:
  - Paweł Gałeczka, polski hutnik, działacz społeczny i związkowy (ur. 1902)
  - Włodzimierz Kirchner, polski artysta fotograf, portrecista (ur. 1875)
- 1971:
  - Courtney W. Campbell, amerykański polityk (ur. 1895)
  - Austin Clapp, amerykański pływak, piłkarz wodny (ur. 1910)
- 1972:
  - Wiktor Nagórski, polski prawnik, ekonomista, działacz komunistyczny, polityk, poseł do KRN i na Sejm Ustawodawczy (ur. 1911)
  - Giovanni Reggio, włoski żeglarz sportowy (ur. 1888)
  - Jimmy Wallington, amerykański prezenter radiowy (ur. 1907)
- 1973:
  - Joseph Illerhaus, niemiecki polityk (ur. 1903)
  - Irna Phillips, amerykańska aktorka, scenarzystka filmowa (ur. 1901)
- 1974:
  - Masanosuke Fukuda, japoński tenisista (ur. 1897)
  - Fosco Giachetti, włoski aktor (ur. 1900)
  - Roman Szymański, polski generał brygady (ur. 1895)
- 1977 – Johann Nepomuk David, austriacki kompozytor (ur. 1895)
- 1978:
  - Franciszek Chyb, polski polityk, poseł na Sejm RP, legionista, żołnierz ZWZ-AK (ur. 1895)
  - Maksymilian Koenig, polski piłkarz (ur. 1901)
  - Mária Mednyánszky, węgierska tenisistka stołowa (ur. 1901)
- 1979:
  - Tadeusz Ochęduszko, polski major piechoty (ur. 1897)
  - Bolesław Smólski, polski piłkarz (ur. 1922)
  - Darryl F. Zanuck, amerykański aktor, reżyser i scenarzysta filmowy pochodzenia szwajcarskiego (ur. 1902)
- 1980:
  - Paweł Piskozub, polski major piechoty (ur. 1896)
  - Jorge André Swieca, brazylijski fizyk teoretyk, wykładowca akademicki pochodzenia polskiego (ur. 1936)
- 1981 – Ołeksij Szlachticz, radziecki podpułkownik (ur. 1924)
- 1982 – Maksymilian Grzywocz, polski bokser (ur. 1922)
- 1983:
  - Howard Brennan, Amerykanin, świadek zamachu na Johna F. Kennedy’ego (ur. 1919)
  - Stanisław Darski, polski tenisista, ekonomista, prawnik, polityk, minister żeglugi (ur. 1891)
- 1984 – Woldemar Gastpary, polski duchowny luterański, historyk, wykładowca akademicki (ur. 1908)
- 1985:
  - D. Boon, amerykański gitarzysta, wokalista, autor tekstów, członek zespołu Minutemen (ur. 1958)
  - Ignace Gelb, amerykański językoznawca, historyk, wykładowca akademicki pochodzenia polsko-żydowskiego (ur. 1907)
  - Lawrence Hauben, amerykański aktor, scenarzysta filmowy (ur. 1931)
  - Władysław Jan Studencki, polski historyk literatury, poeta (ur. 1910)
- 1986 – Mitrofan Noga, radziecki generał porucznik lotnictwa (ur. 1914)
- 1987 – Alice Terry, amerykańska aktorka, reżyserka filmowa (ur. 1899)
- 1988:
  - Leon Gomolicki, polski poeta, prozaik, krytyk i historyk literatury, grafik (ur. 1903)
  - Tadeusz Kudelski, polski zapaśnik (ur. 1953)
  - Chico Mendes, brazylijski chłop, związkowiec, obrońca przyrody amazońskiej (ur. 1944)
  - Maciej Radwan, polski metalurg, fizyk, wykładowca akademicki (ur. 1922)
  - Aniela Steinsbergowa, polska prawnik, tłumaczka, działaczka społeczna pochodzenia żydowskiego (ur. 1896)
  - Jan Ziemski, polski malarz (ur. 1920)
- 1989:
  - Samuel Beckett, irlandzki dramaturg, prozaik, eseista (ur. 1906)
  - Vasile Milea, rumuński generał, polityk (ur. 1927)
- 1990:
  - Franz Bernheim, niemiecki handlowiec pochodzenia żydowskiego (ur. 1899)
  - Vittore Pisani, włoski językoznawca, indoeuropeista, wykładowca akademicki (ur. 1899)
- 1991:
  - Franz Brunner, austriacki piłkarz ręczny (ur. 1913)
  - Bruno Pellizzari, włoski kolarz torowy (ur. 1907)
  - James C. Fletcher, amerykański urzędnik państwowy, administrator NASA (ur. 1919)
  - Henryk Jarosz, polski architekt, wykładowca akademicki (ur. 1921)
  - Ernst Křenek, austriacki kompozytor, publicysta, pedagog pochodzenia czeskiego (ur. 1900)
- 1992:
  - Aura Buzescu, rumuńska aktorka (ur. 1894)
  - Janina Dziarnowska, polska pisarka, tłumaczka, reportażystka, publicystka, znawczyni literatury radzieckiej (ur. 1903)
  - Frederick William Franz, amerykański działacz religijny, prezes Towarzystwa Strażnica, członek Ciała Kierowniczego Świadków Jehowy (ur. 1893)
  - Erik Lindén, szwedzki zapaśnik (ur. 1911)
- 1993:
  - Don DeFore, amerykański aktor (ur. 1913)
  - Alexander Mackendrick, amerykański reżyser i scenarzysta filmowy pochodzenia szkockiego (ur. 1912)
- 1995:
  - Przemysław Brykalski, polski malarz (ur. 1929)
  - Kazimierz Iwaniec, polski związkowiec, polityk, poseł na Sejm RP (ur. 1936)
  - Osvald Käpp, estoński zapaśnik (ur. 1905)
  - Butterfly McQueen, amerykańska aktorka (ur. 1911)
  - James Meade, brytyjski ekonomista, laureat Nagrody Banku Szwecji im. Alfreda Nobla w dziedzinie ekonomii (ur. 1907)
  - Jan Mergentaler, polski astronom (ur. 1901)
  - Marian Rejniewicz, polski prawnik, adwokat, polityk, senator RP (ur. 1920)
  - Mikoła Szczors, białoruski lekarz, działacz studencki, narodowy i społeczny (ur. 1913)
- 1996 – Michaił Gołowkow, kazachski naukowiec, polityk (ur. 1936)
- 1997:
  - Aleksandyr Gerow, bułgarski prozaik, poeta (ur. 1919)
  - Wincenty Wawro, polski koszykarz, trener (ur. 1931)
- 1998 – Rafał Grzondziel, polski duchowny katolicki, twórca „polskich Kaszub” w kanadyjskiej prowincji Ontario (ur. 1912)
- 1999 – Tadeusz Hupałowski, polski generał dywizji, polityk (ur. 1922)
- 2000 – Gunārs Priede, łotewski prozaik, dramaturg, reżyser teatralny (ur. 1928)
- 2001:
  - Grzegorz Ciechowski, polski muzyk, wokalista, kompozytor, autor tekstów, lider zespołu Republika (ur. 1957)
  - Jacques Mayol, francuski nurek (ur. 1927)
  - Joanna Rostocka, polska dziennikarka, prezenterka telewizyjna (ur. 1924)
- 2002:
  - Desmond Hoyte, gujański polityk, prezydent Gujany (ur. 1929)
  - Srboljub Krivokuća, jugosłowiański piłkarz (ur. 1928)
  - Joe Strummer, brytyjski wokalista, członek zespołu The Clash (ur. 1952)
- 2003 – Rose Hill, brytyjska aktorka (ur. 1914)
- 2004:
  - Rudi Kolak, jugosłowiański polityk (ur. 1918)
  - Juris Latiss, łotewski bobsleista (ur. 1979)
- 2005 – Cooper Evans, amerykański polityk (ur. 1924)
- 2006:
  - Jelena Muchina, rosyjska gimnastyczka (ur. 1960)
  - Romuald Sroczyński, polski organista, pedagog (ur. 1922)
  - Józef Tarłowski, polski grafik, rysownik, karykaturzysta (ur. 1931)
- 2007:
  - Xhanfise Keko, albańska reżyserka i scenarzystka filmowa (ur. 1928)
  - Krystyna Marszałek-Młyńczyk, polska działaczka państwowa, romanistka, dziennikarka (ur. 1930)
  - Reg Park, brytyjski kulturysta, aktor (ur. 1928)
- 2008:
  - Lansana Conté, gwinejski polityk, prezydent Gwinei (ur. 1934)
  - Ryszard Nazarewicz, polski podpułkownik MO, historyk (ur. 1921)
  - Carmo de Souza, brazylijski koszykarz (ur. 1940)
- 2009:
  - Milena Dvorská, czeska aktorka (ur. 1938)
  - Albert Scanlon, angielski piłkarz (ur. 1935)
  - Michał Żółtowski, polski ziemianin, pisarz, działacz społeczny (ur. 1915)
- 2010:
  - Janina Błaszczak, polska oficer WP, ekonomistka (ur. 1924)
  - Zbigniew Romanowicz, polski matematyk (ur. 1932)
- 2011:
  - Piotr Figiel, polski kompozytor, pianista (ur. 1940)
  - David Gold, kanadyjski muzyk (ur. 1980)
- 2012:
  - Paul Borowski, niemiecki żeglarz sportowy (ur. 1937)
  - Květa Legátová, czeska pisarka (ur. 1919)
  - Bolesław Proch, polski żużlowiec (ur. 1952)
  - Arkadij Worobjow, rosyjski sztangista (ur. 1924)
- 2013:
  - Bernard Michalski, polski aktor (ur. 1928)
  - Lázaro Rivas, kubański zapaśnik (ur. 1975)
- 2014:
  - Joe Cocker, brytyjski piosenkarz (ur. 1944)
  - Joseph Sargent, amerykański reżyser filmowy (ur. 1925)
  - Fritz Sdunek, niemiecki bokser, trener (ur. 1947)
- 2015 – Joseph Imesch, amerykański duchowny katolicki, biskup Joliet (ur. 1931)
- 2016:
  - William Abitbol, francuski polityk, eurodeputowany (ur. 1949)
  - Tadeusz Chabrowski, polski poeta, publicysta (ur. 1934)
  - Kenneth Snelson, amerykański rzeźbiarz (ur. 1927)
  - Miruts Yifter, etiopski lekkoatleta, długodystansowiec (ur. 1944)
- 2017:
  - Jacek Oniszczuk, polski duchowny katolicki, jezuita, teolog, biblista (ur. 1966)
  - Lech Przyborowski, polski farmaceuta (ur. 1926)
- 2018:
  - Paddy Ashdown, brytyjski wojskowy, dyplomata, polityk (ur. 1941)
  - Bogdan Bojarski, polski matematyk (ur. 1931)
  - Robert Kerketta, indyjski duchowny katolicki, biskup Tezpuru (ur. 1932)
  - Jiko Luveni, fidżijska dentystka i polityczka
  - Symcha Rotem, izraelski działacz ruchu oporu, członek ŻOB, uczestnik powstania w getcie warszawskim (ur. 1925)
  - Roberto Suazo Córdova, honduraski lekarz, polityk, prezydent Hondurasu (ur. 1927)
- 2019:
  - Ram Dass, amerykański psycholog, pisarz, nauczyciel duchowy (ur. 1931)
  - Tadeusz Jurasz, polski aktor (ur. 1930)
  - Marika Kallamata, albańska aktorka (ur. 1930)
  - Fritz Künzli, szwajcarski piłkarz (ur. 1946)
  - Jacek Machciński, polski piłkarz, trener (ur. 1948)
  - Edward Pałłasz, polski kompozytor muzyki filmowej (ur. 1936)
- 2020:
  - Roman Berger, polski pianista, kompozytor, filozof muzyki, muzykolog (ur. 1930)
  - Wojciech Borowik, polski prawnik, działacz opozycji antykomunistycznej, polityk, poseł na Sejm RP (ur. 1956)
  - Claude Brasseur, francuski aktor (ur. 1936)
  - Norma Cappagli, argentyńska modelka, zdobywczyni tytułu Miss World (ur. 1939)
  - Leo Goodman – amerykański statystyk (ur. 1928)
  - Muhammad Mustafa Miru, syryjski polityk, premier Syrii (ur. 1941)
  - Mirosław Pietkiewicz, polski organista, pedagog (ur. 1933)
  - Stella Tennant, szkocka modelka (ur. 1970)
  - Rubén Tierrablanca Gonzalez, meksykański duchowny katolicki, franciszkanin, biblista, biskup tytularny Tubernuca, wikariusz apostolski Stambułu (ur. 1952)
  - Antonio Vacca, włoski duchowny katolicki, biskup Alghero-Bosa (ur. 1934)
- 2021:
  - Władysław Grzeszczak, polski nefrolog, diabetolog, wykładowca akademicki (ur. 1953)
  - Thomas Kinsella, irlandzki poeta, tłumacz (ur. 1928)
  - Jadwiga Mészáros, polska mikrobiolog (ur. ?)
  - Gilberto Valbuena Sánchez, meksykański duchowny katolicki, biskup Colimy (ur. 1929)
- 2022:
  - Stephan Bonnar, amerykański zawodnik mieszanych sztuk walki (MMA) (ur. 1977)
  - Ələkrəm Hümbətov, azerski wojskowy, polityk, przywódca separatystycznej Tałysko-Mugańskiej Republiki Autonomicznej (ur. 1948)
  - Anton Tkáč, słowacki kolarz torowy (ur. 1951)
  - Ronan Vibert, brytyjski aktor (ur. 1964)
- 2023:
  - Tom Bogs, duński bokser (ur. 1944)
  - Dimas Filgueiras Filho, brazylijski piłkarz, trener (ur. 1944)
  - Krzysztof Respondek, polski aktor, piosenkarz, artysta kabaretowy (ur. 1969)
  - Giancarlo Tesini, włoski prawnik, działacz sportowy, polityk, minister transportu (ur. 1929)
  - Thomas Stafford Williams, nowozelandzki duchowny katolicki, arcybiskup Wellington, ordynariusz wojskowy Nowej Zelandii, kardynał (ur. 1930)
- 2024 – Augusto Rollandin, włoski lekarz weterynarii, samorządowiec, polityk, prezydent Doliny Aosty (ur. 1949)